# Pelourinho de Castelo (Arnoia)
O Pelourinho do Castelo, ou Pelourinho de Arnóia, localiza-se na freguesia de Arnoia, município de Celorico de Basto, no distrito de Braga, em Portugal. Encontra-se classificado como Imóvel de Interesse Público desde 1933.